# Breglia
Breglia is een plaats (frazione) in de Italiaanse gemeente Plesio.